# Nemophora fasciella
Nemophora fasciella — вид метеликів родини довговусих молей (Adelidae).

## Поширення
Вид поширений у значній частині Європи. Присутній у фауні України.

## Опис
Розмах крил 13-16 мм. Передні крила бронзового забарвлення з широкою пурупровою перев'яззю (фасцією) посередині. У самців вусики довгі, сріблястого кольору. У самиць вусики коротші, чорні з білими кінчиками.

## Спосіб життя
Дорослих можна спостерігати у липні. Кормовою рослиною гусені є м'яточника чорного. Спершу гусениця живиться насінням. Потім будує собі з рослинних решток чохлик і починає живитися листям.